# Valle de la Mesilla
El Valle de la Mesilla  (en inglés: Mesilla Valley) es un accidente geográfico del sur del estado de Nuevo México y el lejano oeste de Texas, en los Estados Unidos. Fue formado por repetidas inundaciones primaverales del Río Grande.
El fértil valle de Mesilla se extiende desde aproximadamente la localidad de Hatch, Nuevo México hacia el lado oeste en El Paso, Texas. El valle es muy fértil, y se caracteriza por sus pocos restantes bosques, así como sus álamos nativos, y cada vez más, por el invasor tamarisco, que se introdujo en el siglo XIX, y es conocido localmente como cedro salado.